# Episparis varialis
Episparis varialis là một loài bướm đêm trong họ Erebidae.